# Carolina Panthers 2019
La stagione 2019 dei Carolina Panthers è la 25ª della franchigia nella National Football League, la nona e ultima con Ron Rivera come capo-allenatore. Il 3 dicembre, due giorni dopo una sconfitta contro i Washington Redskins e un record di 5-7, Rivera fu licenziato. La squadra perse tutte le ultime 8 partite, in parte anche a causa dell'infortunio del quarterback Cam Newton che dopo avere disputato le prime due partite fu sostituito da Will Grier e Kyle Allen. Tra le note positive vi fu il running back Christian McCaffrey che divenne il terzo giocatore della storia a guadagnare nella stessa stagione mille yard su corsa e mille su ricezione.
Questa fu l'ultima stagione del linebacker All-Pro Luke Kuechly nella NFL dopo che annunciò il ritiro a fine anno.

## Scelte nel Draft 2019
| Scelte dei Panthers nel Draft 2019 |        |                  |       |                |
| Giro                               | Scelta | Giocatore        | Ruolo | College        |
| 1                                  | 16     | Brian Burns      | LB    | Florida State  |
| 2                                  | 37     | Greg Little      | T     | Ole Miss       |
| 3                                  | 100    | Will Grier       | QB    | West Virginia  |
| 4                                  | 115    | Christian Miller | LB    | Alabama        |
| 5                                  | 154    | Jordan Scarlett  | RB    | Florida        |
| 6                                  | 212    | Dennis Daley     | T     | South Carolina |
| 7                                  | 237    | Terry Godwin     | WR    | Georgia        |

## Staff
| Staff dei Carolina Panthers nel 2019 |
| --- |
| Organi dirigenziali - Proprietario – David Tepper - Presidente – Vacante - General Manager – Marty Hurney Capo allenatore Ron Rivera (licenziato); Perry Fewell (interim) Altri allenatori - Forza e condizione – Joe Kenn - Assistente forza e condizione – Jason Benguche Allenatori dell'attacco - Coordinatore offensivo – Norv Turner - Coordinatore del gioco su corsa – John Matsko - Quarterback – Scott Turner - Running back – Jim Skipper - Wide receiver – Lance Taylor - Assistente wide receiver – Jerricho Cotchery - Tight End – Pete Hoener - Assistente offensive line – Travelle Wharton - Controllo qualità dell'attacco – Drew Terrell Allenatori della difesa - Coordinatore difensivo – Eric Washington - Defensive line – Brady Hoke - Assistente defensive line – Sam Mills III - Linebacker – Steve Russ - Defensive back – Vacante - Assistente defensive back (Safety) - Richard Rodgers - Assistente defensive back (Nickels) – Jeff Imamura Allenatori dello special team - Coordinatore dello Special Team – Chase Blackburn - Assistente dello Special Team - Heath Farwell |

## Roster
| Roster dei Carolina Panthers nel 2019 |
| --- |
| Quarterback - 7 Kyle Allen - 3 Will Grier - 1 Cam Newton Running Back - 40 Alexander Armah FB - 39 Reggie Bonnafon - 22 Christian McCaffrey - 20 Jordan Scarlett Wide Receiver - 15 Chris Hogan - 14 Ray-Ray McCloud - 12 D.J. Moore - 10 Curtis Samuel - 13 Jarius Wright - 11 Brandon Zylstra Tight End - 82 Chris Manhertz - 88 Greg Olsen - 80 Ian Thomas Offensive Linemen - 65 Dennis Daley T - 75 Brandon Greene T - 69 Tyler Larsen C - 74 Greg Little T - 72 Taylor Moton T - 61 Matt Paradis C - 70 Trai Turner G - 73 Greg Van Roten G - 60 Daryl Williams T Defensive Linemen - 92 Vernon Butler DE - 77 Kyle Love NT - 93 Gerald McCoy DE - 94 Efe Obada DE - 95 Dontari Poe NT - 99 Kawann Short DE Linebacker - 97 Mario Addison OLB - 53 Brian Burns OLB - 56 Jermaine Carter ILB - 98 Marquis Haynes OLB - 55 Bruce Irvin OLB - 59 Luke Kuechly ILB - 43 Jordan Kunaszyk ILB - 50 Christian Miller OLB - 57 Andre Smith ILB - 54 Shaq Thompson ILB Defensive Back - 33 Tre Boston FS - 24 James Bradberry CB - 47 Ross Cockrell DB - 23 Javien Elliott CB - 28 Rashaan Gaulden SS - 26 Donte Jackson CB - 30 Natrell Jamerson DB - 42 Colin Jones FS - 25 Eric Reid SS Special Team - 44 J.J. Jansen LS - 5 Michael Palardy P - 4 Joey Slye K Lista delle riserve - 79 Kofi Amichia G (IR) - 85 Marcus Baugh TE (IR) - 9 Graham Gano K (IR) - 66 Dillon Gordon OT (IR) - 77 Kitt O'Brien G (IR) - 45 Damian Parms SS (IR) - 75 Destiny Vaeao DT (IR) Squadra di allenamento - 37 Quin Blanding S - 68 Rishard Cook G - 91 Bryan Cox Jr. DE - 84 Temarrick Hemingway TE - 21 Elijah Holyfield RB - 71 Bijhon Jackson DT - 32 Cole Luke CB - 64 Brad Lundblade C - 46 Sione Teuhema LB - 18 DeAndrew White WR 53 attivi, 7 inattivi, 10 nella squadra di allenamento |
| Legenda - I rookie sono in corsivo. - Il primo ruolo è il principale mentre gli eventuali successivi indicano i ruoli secondari. - (IR) sta per Injured Reserve ed indica la lista ristretta per un solo giocatore infortunato che può tornare ad allenarsi dopo la settimana 6 e a rientrare in prima squadra dopo che questa ha giocato 8 partite. - (NF-Inj.) / (NF-Ill.) stanno rispettivamente per Non-Football Injured e Non-Football Illness ed indicano le liste dove viene inserito un giocatore che ha un infortunio o una malattia non dipendente dal football americano. - (PUP) sta per Physically Unable to Perform ed indica la lista dove viene inserito un giocatore mentre è in attesa di recuperare la condizione fisica. Nella stagione regolare dopo la sesta partita giocata dalla propria squadra, il giocatore ha tempo tre settimane per riprendere ad allenarsi, più tre settimane aggiuntive dal suo rientro agli allenamenti per rientrare in prima squadra. |

## Calendario
| Stagione regolare |                    |                         |                    |                    |                           |                    |
| Turno             | Data               | Avversario              | Risultato          | Record             | Stadio                    | Sintesi            |
| 1                 | 8 settembre        | Los Angeles Rams        | S 27–30            | 0–1                | Bank of America Stadium   | Recap              |
| 2                 | 12 settembre       | Tampa Bay Buccaneers    | S 14–20            | 0–2                | Bank of America Stadium   | Recap              |
| 3                 | 22 settembre       | at Arizona Cardinals    | V 38–20            | 1–2                | State Farm Stadium        | Recap              |
| 4                 | 29 settembre       | at Houston Texans       | V 16–10            | 2–2                | NRG Stadium               | Recap              |
| 5                 | 6 ottobre          | Jacksonville Jaguars    | V 34–27            | 3–2                | Bank of America Stadium   | Recap              |
| 6                 | 13 ottobre         | at Tampa Bay Buccaneers | V 37–26            | 4–2                | Tottenham Hotspur Stadium | Recap              |
| 7                 | Settimana di pausa | Settimana di pausa      | Settimana di pausa | Settimana di pausa | Settimana di pausa        | Settimana di pausa |
| 8                 | 27 ottobre         | at San Francisco 49ers  | S 13–51            | 4–3                | Levi's Stadium            | Recap              |
| 9                 | 3 novembre         | Tennessee Titans        | V 30–20            | 5–3                | Bank of America Stadium   | Recap              |
| 10                | 10 novembre        | at Green Bay Packers    | S 16–24            | 5–4                | Lambeau Field             | Recap              |
| 11                | 17 novembre        | Atlanta Falcons         | S 3–29             | 5–5                | Bank of America Stadium   | Recap              |
| 12                | 24 novembre        | at New Orleans Saints   | S 31–34            | 5–6                | Mercedes-Benz Superdome   | Recap              |
| 13                | 1º dicembre        | Washington Redskins     | S 21–29            | 5–7                | Bank of America Stadium   | Recap              |
| 14                | 8 dicembre         | at Atlanta Falcons      | S 20–40            | 5–8                | Mercedes-Benz Stadium     | Recap              |
| 15                | 15 dicembre        | Seattle Seahawks        | S 24–30            | 5–9                | Bank of America Stadium   | Recap              |
| 16                | 22 dicembre        | at Indianapolis Colts   | S 6–38             | 5–10               | Lucas Oil Stadium         | Recap              |
| 17                | 29 dicembre        | New Orleans Saints      | S 10–42            | 5–11               | Bank of America Stadium   | Recap              |

Note: gli avversari della propria division sono in grassetto.

## Classifiche

### Division
| NFC South            | NFC South | NFC South | NFC South | NFC South | NFC South | NFC South | NFC South | NFC South |
| vedi • disc. • mod.  | V         | S         | P         | PCT       | DIV       | CONF      | PF        | PS        |
| -------------------- | --------- | --------- | --------- | --------- | --------- | --------- | --------- | --------- |
| New Orleans Saints   | 13        | 3         | 0         | .813      | 5-1       | 9-3       | 458       | 341       |
| Atlanta Falcons      | 7         | 9         | 0         | .438      | 4-2       | 6-6       | 381       | 399       |
| Tampa Bay Buccaneers | 7         | 9         | 0         | .438      | 2-4       | 5-7       | 458       | 449       |
| Carolina Panthers    | 5         | 11        | 0         | .313      | 1-5       | 2-10      | 340       | 470       |
|                      |           |           |           |           |           |           |           |           |
|                      |           |           |           |           |           |           |           |           |

### Conference
| National Football Conference           | National Football Conference | National Football Conference | National Football Conference | National Football Conference | National Football Conference | National Football Conference | National Football Conference | National Football Conference | National Football Conference | National Football Conference |
| Pos.                                   | Squadra                      | Division                     | V                            | S                            | P                            | PCT                          | DIV                          | CONF                         | SOS                          | SOV                          |
| Capolista di Division                  | Capolista di Division        | Capolista di Division        | Capolista di Division        | Capolista di Division        | Capolista di Division        | Capolista di Division        | Capolista di Division        | Capolista di Division        | Capolista di Division        | Capolista di Division        |
| -------------------------------------- | ---------------------------- | ---------------------------- | ---------------------------- | ---------------------------- | ---------------------------- | ---------------------------- | ---------------------------- | ---------------------------- | ---------------------------- | ---------------------------- |
| 1                                      | San Francisco 49ers          | West                         | 8                            | 0                            | 0                            | 1.000                        | 2-0                          | 5-0                          | .341                         | .341                         |
| 2                                      | New Orleans Saints           | South                        | 7                            | 1                            | 0                            | .875                         | 1-0                          | 5-1                          | .522                         | .508                         |
| 3                                      | Green Bay Packers            | North                        | 7                            | 2                            | 0                            | .778                         | 3-0                          | 4-1                          | .513                         | .517                         |
| 4                                      | Dallas Cowboys               | East                         | 5                            | 3                            | 0                            | .625                         | 4-0                          | 4-2                          | .377                         | .250                         |
| Wild Card                              |                              |                              |                              |                              |                              |                              |                              |                              |                              |                              |
| 5                                      | Minnesota Vikings            | West                         | 7                            | 2                            | 0                            | .778                         | 2-0                          | 4-1                          | .418                         | .307                         |
| 6                                      | Seattle Seahawks             | North                        | 6                            | 3                            | 0                            | .667                         | 1-2                          | 5-2                          | .422                         | .324                         |
| In corsa per i play-off                |                              |                              |                              |                              |                              |                              |                              |                              |                              |                              |
| 7                                      | Los Angeles Rams             | West                         | 5                            | 3                            | 0                            | .625                         | 0-2                          | 3-3                          | .492                         | .375                         |
| 8                                      | Carolina Panthers            | South                        | 5                            | 3                            | 0                            | .625                         | 1-1                          | 2-3                          | .507                         | .443                         |
| 9                                      | Philadelphia Eagles          | East                         | 5                            | 4                            | 0                            | .556                         | 1-1                          | 3-4                          | .447                         | .429                         |
| 10                                     | Detroit Lions                | North                        | 3                            | 4                            | 1                            | .438                         | 0-2                          | 2-2-1                        | .528                         | .407                         |
| 11                                     | Arizona Cardinals            | West                         | 3                            | 5                            | 1                            | .389                         | 0-2                          | 2-4-1                        | .534                         | .120                         |
| 12                                     | Chicago Bears                | North                        | 3                            | 5                            | 0                            | .375                         | 1-1                          | 2-3                          | .529                         | .370                         |
| 13                                     | Tampa Bay Buccaneers         | South                        | 2                            | 6                            | 0                            | .250                         | 1-2                          | 2-5                          | .642                         | .625                         |
| 14                                     | New York Giants              | East                         | 2                            | 7                            | 0                            | .222                         | 1-2                          | 2-5                          | .526                         | .176                         |
| 15                                     | Atlanta Falcons              | South                        | 1                            | 7                            | 0                            | .125                         | 0-0                          | 1-4                          | .593                         | .556                         |
| 16                                     | Washington Redskins          | East                         | 1                            | 8                            | 0                            | .111                         | 0-3                          | 0-6                          | .579                         | .125                         |
| Criteri di spareggio                   |                              |                              |                              |                              |                              |                              |                              |                              |                              |                              |
| 1.                                     |                              |                              |                              |                              |                              |                              |                              |                              |                              |                              |
| Legenda                                |                              |                              |                              |                              |                              |                              |                              |                              |                              |                              |
| w — wild card ottenuta                 |                              |                              |                              |                              |                              |                              |                              |                              |                              |                              |
| x — partecipazione ai playoff ottenuta |                              |                              |                              |                              |                              |                              |                              |                              |                              |                              |
| y — campioni di division               |                              |                              |                              |                              |                              |                              |                              |                              |                              |                              |
| z — salto del primo turno di play-off  |                              |                              |                              |                              |                              |                              |                              |                              |                              |                              |
| * — vantaggio del campo ottenuto       |                              |                              |                              |                              |                              |                              |                              |                              |                              |                              |

## Premi

### Premi settimanali e mensili
- Christian McCaffrey:

running back della settimana 3
giocatore offensivo della NFC del mese di settembre
running back della settimana 9
- Joey Slye:

giocatore degli special team della NFC della settimana 4
- Brian Burns:

rookie difensivo del mese di settembre